# Harry L. Davis (Politiker)

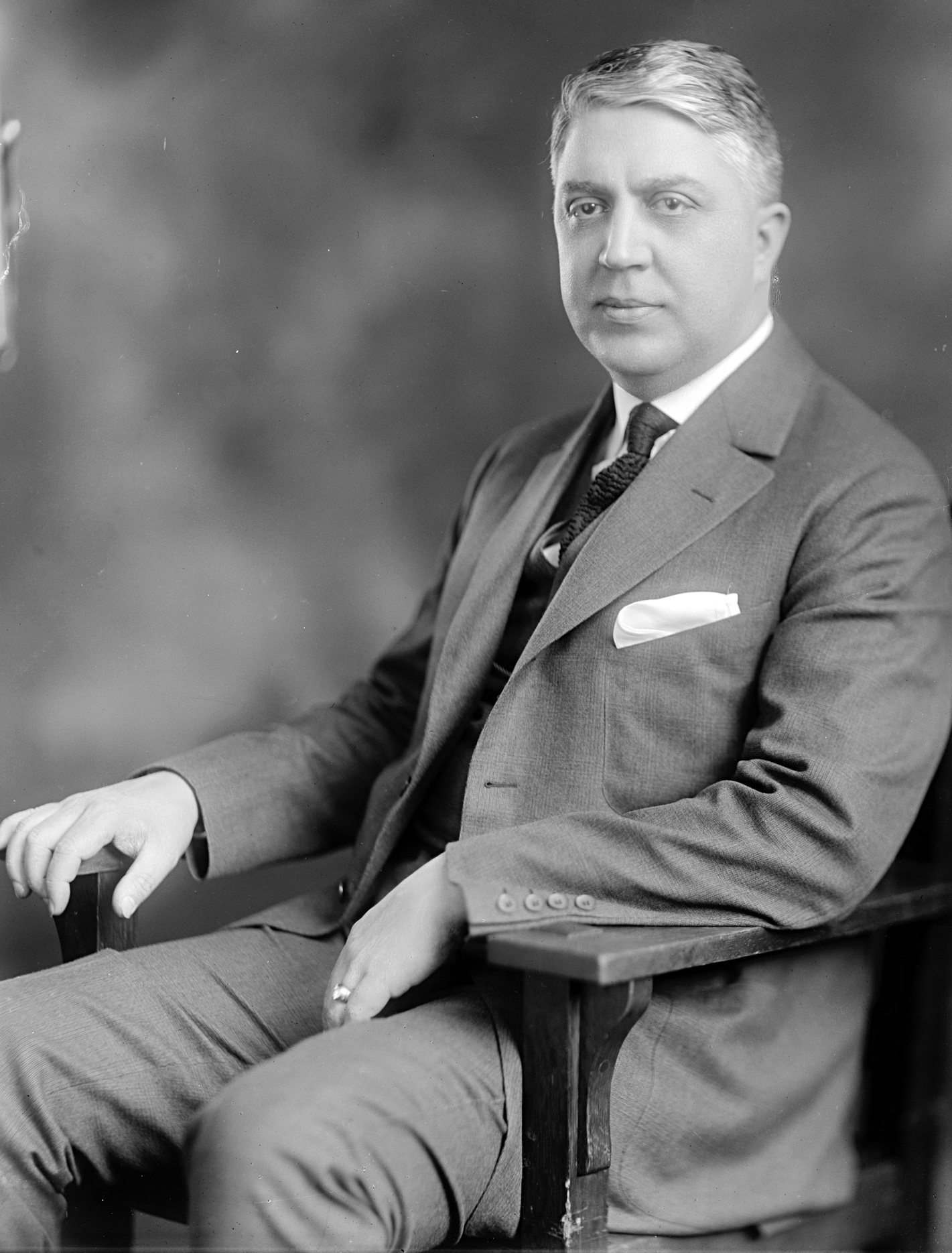
Harry L. Davis

Harry Lyman Davis (* 25. Januar 1878 in Cleveland, Ohio; † 21. Mai 1950 ebenda) war ein US-amerikanischer Politiker und von 1921 bis 1923 der 49. Gouverneur des Bundesstaates Ohio.

## Frühe Jahre und politischer Aufstieg
Im Alter von 13 Jahren begann Harry Davis in den Stahlwerken seiner Heimat zu arbeiten. Nach Feierabend besuchte er Abendschulen. Schon in jungen Jahren wurde er mit der Politik vertraut, weil sein Vater Mitglied der Legislative von Ohio war. Schon bald wurde auch der junge Harry dort als Page eingestellt, der mit Botengängen und ähnlichen administrativen Arbeiten betraut wurde. Später war er auch im Versicherungswesen tätig.
Davis war Mitglied der Republikanischen Partei und strebte selbst eine politische Laufbahn an. Im Jahr 1910 wurde er Kämmerer der Stadt Cleveland. Zwischen 1916 und 1919 war er Bürgermeister dieser Stadt. Im Jahr 1920 wurde er mit 51,9 Prozent der Stimmen gegen den Demokraten A. Victor Donahey zum Gouverneur seines Staates gewählt. Die Wahl eines Republikaners lag 1920 im Bundestrend, weil die meisten Amerikaner nicht mehr mit der Politik des demokratischen Präsidenten Woodrow Wilson einverstanden waren. Zur gleichen Zeit wurde Warren G. Harding, der ebenfalls aus Ohio stammte, als Kandidat der Republikaner zum Präsidenten gewählt.

## Gouverneur von Ohio
Harry Davis trat seine zweijährige Amtszeit am 10. Januar 1921 an. Im Jahr 1921 machte er als erster Gouverneur von Ohio von seinem verfassungsmäßigen Recht Gebrauch, die Legislative aufzulösen, weil sich die Politiker hoffnungslos zerstritten hatten. Dann musste er sich mit einem Streik im Kohlebergbau auseinandersetzen. Da die Kohle dringend gebraucht wurde, wurde ein Notstandsgesetz erlassen und eine staatliche Verwaltung der Minen eingesetzt, die die Preise festlegte und notfalls das Recht erhielt, die Minen zu besetzen und selbst betreiben zu lassen. Diese Verwaltung wurde erst Ende 1922 nach Beilegung des Konfliktes wieder aufgelöst. Davis reorganisierte auch den Regierungsapparat und erhöhte die Steuern zur besseren Finanzierung der Universitäten und Wohlfahrtseinrichtungen. Im Jahr 1922 verzichtete Harry Davis auf eine erneute Kandidatur. Daher schied er am 8. Januar 1923 aus seinem Amt aus.
Im Jahr 1924 bewarb sich Davis erfolglos um die Rückkehr in das Amt des Gouverneurs. Anschließend arbeitete er wieder im Versicherungswesen. Zwischen 1934 und 1935 war er nochmals Bürgermeister von Cleveland. Allerdings war diese Amtszeit wenig erfolgreich. Seine Verwaltung zeichnete sich vor allem durch zunehmende Korruption aus. Harry Davis starb im Mai 1950. Er war mit Lucy Fegan verheiratet.